# いちはらーめん
いちはらーめんは、千葉県市原市のご当地ラーメン。
千葉県市原市内は「ラーメン激戦区」と呼ばれるほどラーメン店が盛況であるが、勝浦式タンタンメンのような地域活性化につながるような名物グルメは無かった。
そこで、市内の人気ラーメン店5店が「市麺会」を組織し、郷土食である豆造と市原の特産野菜である姉崎だいこん、伝統野菜の加茂菜を使用した味噌ラーメンを2013年に開発した。翌2014年には市内の中学校給食にも採用されている。
市麺会は、いちはらーめんについて以下の定義を定めている。
- 豆造を使う。
- 市原産の大根葉、菜の花などの『菜っぱ』を使う。
- 市原産の大根を使った鬼おろしを使う。

また、「いちはらーめん」の呼称については登録商標申請中（2013年時点）である。
2013年に市原商工会議所姉崎支部主導で開催された「姉崎だいこんグルメD-1グランプリ2013」では、「牛すじトリプル大根」と共にいちはらーめんがグランプリを獲得した。